# Comuna Leninske, Krasnohvardiiske
Leninske (în ucraineană Ленінське) este o comună în raionul Krasnohvardiiske, Republica Autonomă Crimeea, Ucraina, formată din satele Leninske (reședința), Preame și Zvizdne.

## Demografie
Componența lingvistică a comunei Leninske
     Rusă (69,52%)
     Ucraineană (14,98%)
     Tătară crimeeană (12,82%)
     Alte limbi (0,18%)
Conform recensământului din 2001, majoritatea populației comunei Leninske era vorbitoare de rusă (69,52%), existând în minoritate și vorbitori de ucraineană (14,98%) și tătară crimeeană (12,82%).